# Like It Is
«Like It Is» es una canción del DJ noruego Kygo, la cantante sueca Zara Larsson y el rapero estadounidense Tyga. Fue lanzado a través de Sony Music el 27 de marzo de 2020 como el segundo sencillo del tercer álbum de estudio de Kygo, Golden Hour.

## Antecedentes
La canción fue escrita originalmente por la cantante inglesa Dua Lipa y el miembro de Ritual Gerard O 'Connell para su álbum debut. Un fragmento apareció por primera vez en su Instagram el 16 de mayo de 2019, y la canción completa se filtró el 26 de mayo. La canción fue comprada por Kygo después de la filtración, quien invitó a Zara Larsson y Tyga a colaborar en la canción.
Kygo anunció en las redes sociales el 24 de marzo de 2020 que su tercer álbum de estudio había terminado y que el sencillo principal saldría el viernes de esa semana. Kygo también habló sobre pasar tiempo en casa debido a la pandemia de COVID-19 y «mantenerse positivo en estos tiempos difíciles»; Dancing Astronaut sintió que el anuncio de Kygo se produjo en un momento en que los que están en cuarentena «esperan traer algo de luz durante estos días oscuros de cuarentena».

## Recepción

### Comentarios de la crítica
Farrell Sweeney de Dancing Astronaut describió que la canción presenta unos «rangos vocales de Larsson que enamoran, que inmediatamente atraen al oyente al tejido comercial pegadizo» de la canción. Sweeney también sintió que el verso de rap de Tyga después del primer lanzamiento fue «sorprendente» y le dio a la canción un «giro inesperado».

## Vídeo musical
El video fue lanzado el 27 de marzo de 2020 y presenta a Larsson y Tyga en el edificio de un apartamento. Sweeney lo llamó un "acompañamiento visual artístico y colorido".

## Posicionamiento en las listas

### Semanales
| Alemania        | Official German Charts                         | 41  |
| Australia       | ARIA                                           | 78  |
| Austria         | Ö3 Austria Top 40                              | 37  |
| Bélgica         | Ultratop Flanders                              | 39  |
| Bélgica         | Ultratop Wallonia                              | 32  |
| Canadá          | Billboard Canadian Digital Songs               | 22  |
| CEI             | Tophit                                         | 247 |
| Croacia         | HRT Airplay                                    | 9   |
| Dinamarca       | Tracklisten                                    | 39  |
| Escocia         | Official Charts Company                        | 23  |
| Eslovaquia      | Singles Digitál Top 100                        | 48  |
| Estados Unidos  | Billboard Bubbling Under Hot 100 Singles       | 13  |
| Estados Unidos  | Billboard Dance/Electronic Digital Songs Sales | 1   |
| Estados Unidos  | Billboard Digital Songs Sales                  | 15  |
| Estados Unidos  | Billboard Hot Dance/Electronic Songs           | 5   |
| Estonia         | Eesti Tipp-40                                  | 33  |
| Europa          | Billboard Euro Digital Song Sales              | 9   |
| Finlandia       | Suomen virallinen lista                        | 20  |
| Francia         | SNEP                                           | 167 |
| Francia         | Billboard France Digital Song Sales            | 10  |
| Grecia          | IFPI Greece                                    | 57  |
| Hungría         | Single Top 40                                  | 17  |
| Hungría         | Stream Top 40                                  | 28  |
| Irlanda         | IRMA                                           | 25  |
| Letonia         | LAIPA                                          | 40  |
| Lituania        | AGATA                                          | 33  |
| Nueva Zelanda   | Recorded Music NZ                              | 4   |
| Noruega         | VG-lista                                       | 3   |
| Países Bajos    | Single Top 100                                 | 55  |
| Polonia         | Polish Airplay Top 100                         | 5   |
| Portugal        | AFP                                            | 136 |
| Reino Unido     | Official Charts Company                        | 49  |
| República Checa | Singles Digitál Top 100                        | 46  |
| Suecia          | Sverigetopplistan                              | 4   |
| Suiza           | Billboard Switzerland Digital Song             | 1   |
| Suiza           | Schweizer Hitparade                            | 9   |

### Anuales
| Estados Unidos | Billboard Hot Dance/Electronic Songs | 24 |
| Polonia        | ZPAV                                 | 56 |
| Suecia         | Sverigetopplistan                    | 24 |

## Certificaciones
| País    | Organismo certificador | Certificación | Ventas certificadas | Simbolización | Ref.   |
| ------- | ---------------------- | ------------- | ------------------- | ------------- | ------ |
| Brasil  | Pro-Música Brasil      | Oro           | 20 000              | ●             | [ 43 ] |
| Canadá  | Music Canada           | Oro           | 40 000              | ●             | [ 44 ] |
| Noruega | IFPI                   | Platino       | 60 000              | ▲             | [ 45 ] |
| Polonia | ZPAV                   | Oro           | 10 000              | ●             | [ 46 ] |